# 老師，有問題
《老師，有問題》（英語：Sir, Tell Me Why）是一部1988年由庹宗華和庹宗康兩兄弟首次合作演出的台灣校園電影，由導演麥大傑執導，出品人為邱復生和胡執中。

## 演員列表
| 演員           | 飾演角色     | 介紹                                                                    |
| 庹宗華         | 張良材       | 體育老師，喜歡女英文老師，以前是叛逆學生。                              |
| 侯冠群         | 李進財       | 國文老師，喜歡上課作詩，私下欺騙女學生的感情。                          |
| 蕭紅梅(黃仲謹) |              | 運動系女生,外貌像男生，個性直來直往，但內心有小女人的一面，喜歡宋家齊。 |
| 楊潔玫         |              | 女英文老師                                                              |
| 庹宗康         | 宋家齊       | 放牛班的叛逆學生，父親當警察。                                          |
| 張世           | 歪哥         | 放牛班的叛逆學生                                                        |
| 況明潔         | 放牛班女學生 | 暗戀國文老師，最後因國文老師對其他女學生多情，因而失戀。                |
| 黃雅珉         | 資優班女學生 |                                                                         |
| 小戽斗         | 戽斗仔       | 校工                                                                    |
| 張立威         |              |                                                                         |
| 哈哈           |              |                                                                         |
| 古軍           |              |                                                                         |
| 張偉           |              |                                                                         |
| 克龍           |              |                                                                         |
| 王振全         |              |                                                                         |

## 外部連結
- 開眼電影網上《老師，有問題》的資料（繁體中文）
- 香港影庫上《老師，有問題》的資料（繁體中文）
- 華文影史庫上《老師，有問題 （页面存档备份，存于）》的資料（繁體中文）
- 豆瓣電影上《老師有問題 （页面存档备份，存于）》的資料（繁體中文）
- 中文電影資料庫上《老師，有問題 （页面存档备份，存于）》的資料（繁體中文）
- 互联网电影数据库（IMDb）上《老師，有問題》的资料（英文）